# متس هسل
متس هسل (انگلیسی: Mats Hessel؛ زادهٔ ۱۳ مارس ۱۹۶۱) بازیکن هاکی روی یخ اهل سوئد است.